# Montecatini Terme
Montecatini Terme är en stad och kommun i provinsen Pistoia i regionen Toscana, Italien. Kommunen hade 20 673 invånare (2018).
Staden är känd för de kurvattenkällor som ligger vid foten av en kulle med den historiska byn Montecatini Alto. Redan under romarriket byggdes termer vid källorna vars vatten anses kunna hjälpa vid problem med magsäck eller lever.